# Duburg
Die Duburg (dänisch: Duborg) ist eine abgegangene Höhenburg auf dem Marienberg in Flensburg aus dem 15. Jahrhundert. Sie gab dem Stadtbezirk Duburg seinen Namen.

## Geschichte

### Vorgängerbau Hof Flenstoft
In der Umgebung Flensburgs gab es offenbar schon früh verschiedene Burganlagen. Die erste Marienberg-Burg war der Hof Flenstoft. Seine Existenz lässt sich bis in die Zeit um 1150 zurückverfolgen. Er dürfte jedoch noch älter sein. Der Edelhof befand sich also auf dem Marienberg, einer nach drei Seiten abfallenden Anhöhe auf dem Westufer, oberhalb des Kirchspiels Sankt Marien. Mit seiner überragenden Lage lag er also oberhalb und damit auch außerhalb des Flensburger Siedlungsgebietes. Er bestand wohl aus einem Steinhaus, einem Holzhaus sowie weiteren Gebäuden. Daneben existierte wohl auch ein Garten in dem Apfelbäume standen und Kohl angebaut war.
Im 14. Jahrhundert gehörte der Edelhof dem jütischen Adelsgeschlecht der Juls. Die Familie Jul (auch: Juel) besaß einen großen Teil des Stadtfeldes, eine Fläche die von der Marienhölzung bis zum Hof Flenstoft reichte, damit gehörte ihr wohl auch die Eddeboe. Der älteste namentlich bekannte Jul ist wohl Eler Jul. Seine Nachfahren stellten mehrfach Flensburger Bürgermeister. Den Ritter Peter Jul († vor 1398) wählten die Flensburger um 1379 zum Bürgermeister für das Kirchspiel St. Marien (vgl. Liste der Stadtoberhäupter von Flensburg). Neben seinem Besitz in und bei Flensburg hatte dieser auch welchen in „Achtrup“. Als Wohnsitz diente aber der Hof Flenstoft. Nicht weit entfernt, nördlich der Schloßstraße, lag die St.-Gertrud-Kapelle, welche im Jahr 1290 errichtet worden war. Peter Jul regte im Jahre 1379 die Gründung der St.-Gertrud-Gilde an. In verwandtschaftlicher Beziehung zu den Juls stand auch Sivert Krogh (auch: Siewert Krogh geschrieben), der 1401 als Bürgermeister für das Kirchspiel St. Nikolai überliefert ist und es bis zum Jahr 1409 wohl noch war. Später wurde Peter Juls Sohn Iver Jul († vor 1430) ebenfalls Bürgermeister für das Kirchspiel St. Marien. Die letzten Burgherren vom Hof Flenstoft waren offenbar Iver Jul und seine Gemahlin Bertha. An der Stelle des Hof Flenstoft aus dem 12. Jahrhundert wurde später im 15. Jahrhundert die Duburg errichtet, nachdem die Juls das Land verkauft hatten. Viel ist über den Hof Flenstoft somit nicht bekannt. In den Jahren 1927/28 gab es Ausgrabungen, bei denen man die hölzernen Überreste entdeckte (siehe Abschnitt: Nachwirkungen).

### Der Bau und die Kämpfe um die Duburg
1409 mussten die Schauenburger, die mit der dänischen Krone um die Herrschaft im Herzogtum Schleswig kämpften, ihren Gegnern Flensburg als Pfand überlassen. Man geht davon aus, dass die dänische Königin Margarethe I. den Hof auf dem Marienberg in diesem Jahr erwarb. Bald darauf, im Jahre 1411, noch unter der Königin, wurde hier der neue Burgbau errichtet. Die neue Festung sollte die reiche und strategisch wichtige Stadt dauerhaft unter Kontrolle der dänischen Krone bringen. Wann und wie genau die Übereignung des Standortes der Vorgängerburg auf dem Marienberg stattfand, ist jedoch nicht mit Gewissheit bekannt. Eine Urkunde, die auf den 25. Oktober 1412 datiert ist, könnte aber den abschließenden Kaufvertrag zwischen den Juls und der Königin darstellen. Königin Margarethe I. starb wenige Tage darauf am 28. Oktober 1412 während ihres Aufenthaltes in Flensburg auf einem Schiff im Flensburger Hafen (vgl. auch mit der Sage vom Tod der Königin Margarethe im Flensburger Hafen). Die Burg trug zunächst den Namen Marienburg, nach dem Marienberg, auf dem sie stand. Später wurde die Burg hauptsächlich Duburg genannt, nach vorherrschender Meinung erhielt sie diesen Namen nach Jens Due. Dieser war nachweislich zwischen 1409 und 1416 als hoher dänischer Beamter in Flensburg tätig. Vermutlich zeigte er sich auch als Baumeister für den Bau der Duburg zuständig, war aber wohl kein Schlosshauptmann, wie häufig in diesem Zusammenhang behauptet, denn von 1411 bis 1424 war der Ritter Martinus Jensen Schlosshauptmann der Duburg. Möglich ist auch eine Deutung zu dänisch due für Taube. Urkunden des 16. Jahrhunderts überlieferten die niederdeutschen Burgbezeichnungen „Dovenborch“ und „Duwenburch“. In einer Urkunde des Jahres 1649 ist erstmals die hochdeutsche Übersetzung „Taubenburg“ nachgewiesen. Burgmauern, die im Laufe der Zeit verwittern, bieten Tauben gute Nistmöglichkeiten.
Von Beginn an führte offenbar die Schlossstraße den Marienberg hinauf. Das Gebiet der Duburg sowie auch diese selbst gehörten damals nicht zur Stadt Flensburg. Dieser Teil des Stadtfeldes war noch bis 1875 Teil des Kirchspiels Handewitt. Dennoch war sie ein wichtiger Bestandteil der Flensburger Stadtbefestigung. Die der Duburg zu Füßen liegende Norderstraße gehörte damals zur Ramsharde. Die Ramsharde um die Norderstraße wurde, damit die Duburg in Krisenzeiten von See her versorgt werden konnte, in die Befestigung mit einbezogen; etwa im Verlauf der heutigen Neuen Straße wurde sie durch Befestigungen nach Süden hin gesichert. Schutz nach Norden bot die Burg Niehuus. Auf den Ochseninseln in der Flensburger Förde soll Vieh für die Herren der Duburg geweidet haben.

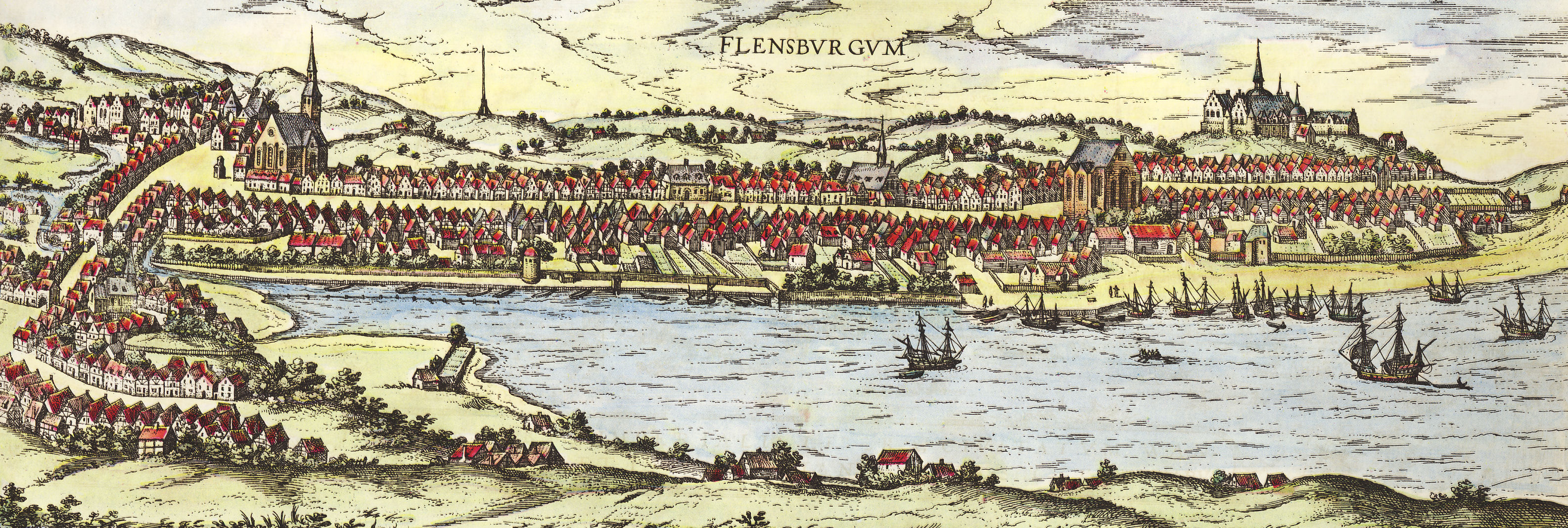
Flensburg mit der Duburg im Braun-Hogenberg

Die Duburg war eine große Burg mit weitläufigen Befestigungsanlagen. Jakob Röschmann gibt für diese eine Grundfläche von 200 mal 250 Meter an. Nach Süden und Westen war sie von einem Graben umgeben, der seinerseits durch einen Wall gesichert war. Der Zugang zur Duburg erfolgte durch die Schlossstraße in Verbindung mit der Königstraße. Von der Burg führte ein mit Palisaden gerüsteter Gang („Bart“ genannt) zum Flensburger Hafen. Da die Hänge damals noch nicht bebaut waren, dominierte die Duburg das Stadtbild damals deutlich.
Der Bau der Duburg gehört, wie erwähnt, an den Beginn der Auseinandersetzungen zwischen Schauenburgern und Dänen um die Vormacht im Herzogtum Schleswig. Mehrmals wurden Stadt und Burg belagert. Im Jahre 1412 eroberte Erich Krummediek die Stadt. Er scheiterte jedoch an der noch im Bau befindlichen Duburg des Königs Erich von Pommern. Am 11. November 1422 scheiterte ein von Graf Heinrich IV. von Holstein versuchter Durchbruch von Norden her ebenfalls an der Duburg. Im Jahre 1427 zog die Hanse mit Schauenburger Truppen gegen die Duburg. Die Burg wurde zwei Wochen belagert, doch alle Sturmversuche scheiterten. Am 25. März 1431 wurde Flensburg selbst schließlich gestürmt. Für die anschließende Belagerung der Duburg vollbrachten 800 Friesen entscheidende Schanzarbeiten. Die Duburg konnte sich aber trotz der Belagerung noch bis zum 1. September widersetzen. Erich Krummediek gelang es während der Belagerung einmalig, die Duburg mit seinen Schiffen mit frischen Reserven zu versorgen. Letztlich wurde die Duburg dank einer See- und Landsperre durch Hunger zur Kapitulation gezwungen (vgl. Dänisch-Hanseatischer Krieg (1426–1435)). Nach dem Krieg wurden Henning von der Hagen und dem Drosten Hinrich Rixdorf das Flensburger Schloss eingeräumt. Nach 1437 war Henning von der Hagen auf der Duburg Amtmann. Kurz zuvor kam auch die östlich von Flensburg gelegene Burg Nübel bei Steinbergkirche in den Besitz von Henning von der Hagen.
Zur Duburg gehörte auch die Schlossmühle, eine Wassermühle, welche jedoch nach dem Jahr 1550 verschwand. Das Wasser für den Antrieb lieferte der gestaute Mühlenteich, welcher sich aus der Glimbek speiste. Die heute kanalisierte Glimbek entspringt in den Moorlücken zwischen Moltkestraße und Nerongs Allee. Sie geht dann weiter Richtung Burgplatz, um von dort weiter bei der Toosbüystraße und der Neuen Straße weiter hinab in den Hafen zu fließen.

### Zerfall und Abbruch der Duburg

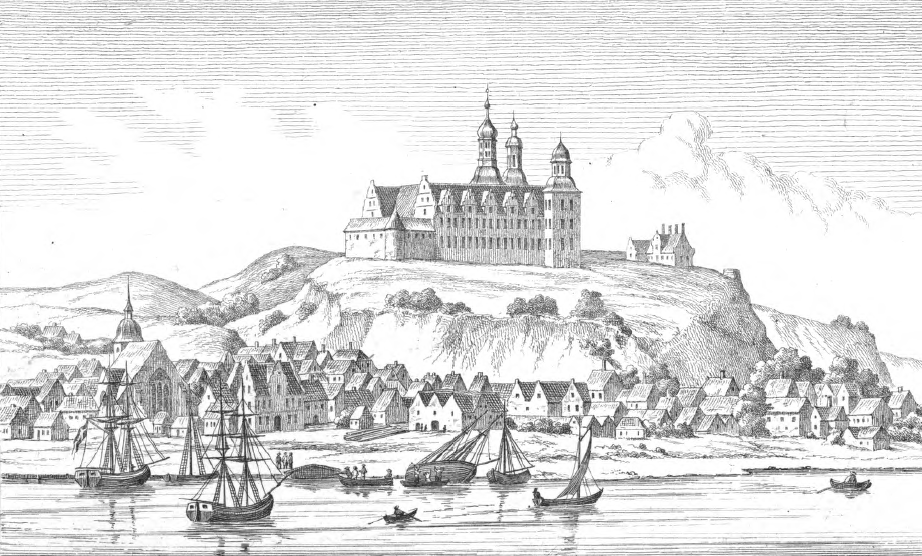
Nach dem Abbruch entstanden hin und wieder neue Zeichnungen, wie diese aus dem 19. Jahrhundert, die die Duburg unzerstört darstellten.

Im Jahre 1523 soll sich die Duburg nach Aussage des Hauptmanns Detlev Brocktorp bereits in einem äußerst schlechten Zustand befunden haben, so dass sie einem Feind nicht standhalten hätte könnten. Dennoch wurde sie noch weiterhin bewohnt. Drei Jahre später, am 25. Januar 1526, wurde Herzog Adolf auf der Duburg geboren. 1582 wurde vor den Stadtmauern, nordöstlich der Stadt vom Herzog Johann III. das repräsentativere, militärisch jedoch weniger bedeutsame Schloss Glücksburg errichtet. Dennoch diente die Duburg von 1645 bis 1648 Kronprinz Friedrich als Statthalter des Königs Christian IV. zur Hofhaltung. Im Jahr 1646 wurde der Sohn Friedrichs III., der spätere König Christian V., auf der Duburg geboren. 1658 residierte der schwedische König Karl X. Gustav, der Flensburg zu dieser Zeit besetzt hielt, für einige Wochen in der Duburg.
Vom südlichen Wall ist überliefert, dass er bis ins 18. Jahrhundert eine Allee aus Ulmen trug. Doch im Jahr 1719 beschloss König Friedrich IV. Gelder für dringend notwendige Reparaturen nicht mehr zur Verfügung zu stellen. Noch im selben Jahr ließ er die Duburg abbrechen. Die dabei freiwerdenden Steine schenkte der König dem Flensburger Waisenhauskomitee. Die Steine wurden unter anderem für den Bau des Flensburger Waisenhauses in der Norderstraße, das heutige Flensborghus, verwendet. Die Ziegel der Duburg sind etwas größer als das später verwendete Standardmaß, was an dem Gebäude gut erkennbar ist. Des Weiteren wurden Steine für die Einrichtung des Schäferhauses sowie für den Bau des Pastorates von St. Johannis verwendet.
Die südöstliche Ecke der Burgruine stand noch im 19. Jahrhundert und sollte zunächst erhalten bleiben, musste 1898/1900 aber dem großstädtischen Ausbau des Stadtteils weichen. Aus Steinen dieser letzten Abrissphase wurde die Turmruine Erlkron im benachbarten Glücksburg errichtet. 1929 wurde an der Stelle, an der einst die Duburg stand, das Gebäude der Schloss-Duburg-Schule – Städtische Handelslehranstalten erbaut. Eine Gedenktafel am Gebäude erinnert daran.

## Nachwirkungen

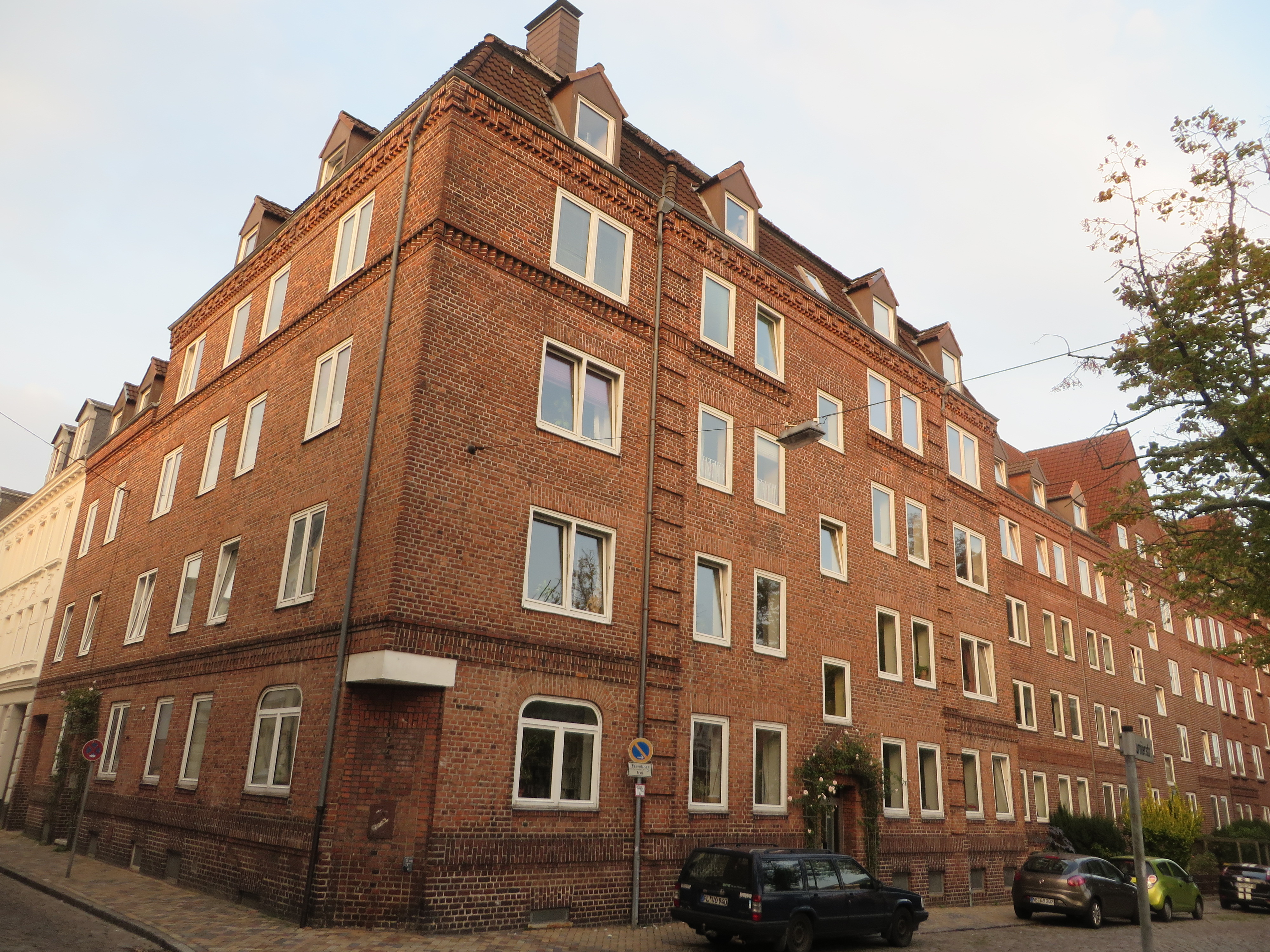
Eckhaus der Ecke Landsknechtstraße-Turnierstraße wo die Lage des Steinhauses vom Hof Flenstoft vermutet wird

Noch bis in das 20. Jahrhundert hinein blieb der Ortsteil Duburg Standort von Kasernen. Seit den 1870er Jahren stand dort die Duburg-Kaserne des 86. Schleswig-Holsteinische Füsilier-Regiments. Bis 1875 bildete der Schlossgrund eine Enklave auf dem Flensburger Stadtfeld, da Duburg zum Amt Flensburg gehört hatte, zu welchem die Stadt nicht zählte.
Die Marienburg gibt heute einem einheimischen Rumhandelshaus in der Marienstraße seinen Namen. Nach der Duburg ist zudem auch Duborg-Skolen, das dänische Gymnasium in Flensburg, benannt. Für das Rote Schloss, die Marineschule Mürwik stand jedoch nicht die Duburg Pate, sondern die Ordensburg Marienburg, auch wenn sie mit langem zeitlichen Abstand, in der Stadt am ehesten eine ähnliche militärische Funktion und Bedeutung übernahm und erlangte.
Am Rande des Gebietes zwischen Turnierstraße und Margaretenstraße, zur Straße Am Schloßwall hin, wo man die Schloss-Duburg-Schule – Städtische Handelslehranstalten errichtete, wurden in den Jahren 1927/28 vor den besagten Bauarbeiten Ausgrabungen durchgeführt. Bei den Ausgrabungen entdeckte man dort in der Erde die Überreste eines kleinen Holzhauses, Pfosten und Reste von Stallungen sowie ein Fundament eines Blockhauses aus schweren Eichenbohlen. Außerdem entdeckte man noch die Überreste eines Wassersammelbeckens, das aus vier Pfosten und starken Eichenbrettern bestand. Die besagten hölzernen Überreste wurden als Reste des Hofes Flenstoft gedeutet. Daneben wurden auch Fundamente der Duburg freigelegt. Es waren dies die Fundamente des Roten Hauses, die Grundmauern der südliche Umfassungsmauer sowie die Reste eines verliesartigen Kellerraumes im Bereich des Südost-Turmes. Auch entdeckte man im Jahre 1928 beim Bau des Eckhauses an der Ecke Landsknechtstraße/Turnierstraße weitere Überreste der Duburg, nämlich Überbleibsel vom Blauen Damm sowie Reste vom Blauen Haus. Außerdem fand man dort auch ein Fundament aus kleinen Findlingen, das offenbar nicht im Zusammenhang mit denen des Blauen Hauses stand. An dieser Stelle könnte möglicherweise das Steinhaus des Hofes Flenstoft gestanden haben.
Zahlreiche Straßennamen im Stadtbezirk Duburg beziehen sich auf die Geschichte der Duburg (vgl. Liste der Straßen und Plätze in Flensburg). Zudem verweist im Stadtteil Weiche der Straßenname Burgweg eventuell ebenfalls auf die Duburg. Der heutige Burgweg führt nämlich zur Straße Unterlangberg, welche aus Handewitt kommt und die früher geradewegs bis zum Langberger Weg weiterführte und so weiter in Richtung Stadt verlief. Diese Straßenverbindung, auf die der heutige Burgweg hinverläuft, war um 1859 ebenfalls als Burg-Weg bekannt, da über diesen Weg die Handewitter wohl zu ihrem Amtsmann auf Duburg gelangen konnten, wobei der Weg auch an dem Gelände vorbeiführte, wo sich die Hoenborg befunden haben soll. Ein Raubritter, der in dieser Burg einst wohnte, soll wie der bekannte Raubritter der Eddeboe von den Flensburgern ebenfalls erschlagen worden sein.

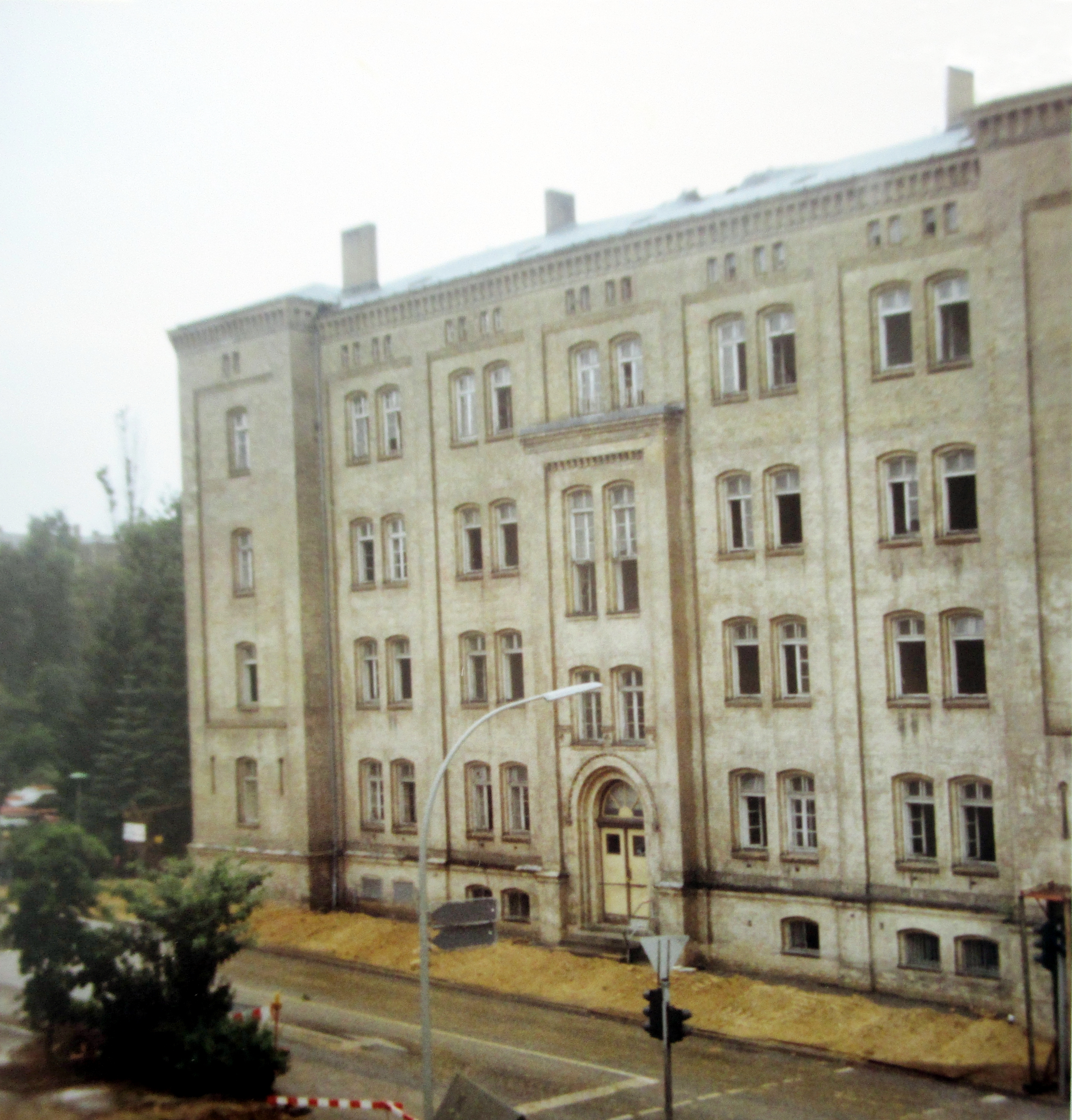
Bis 1988 stand unweit des Duburgareals die Duburg-Kaserne
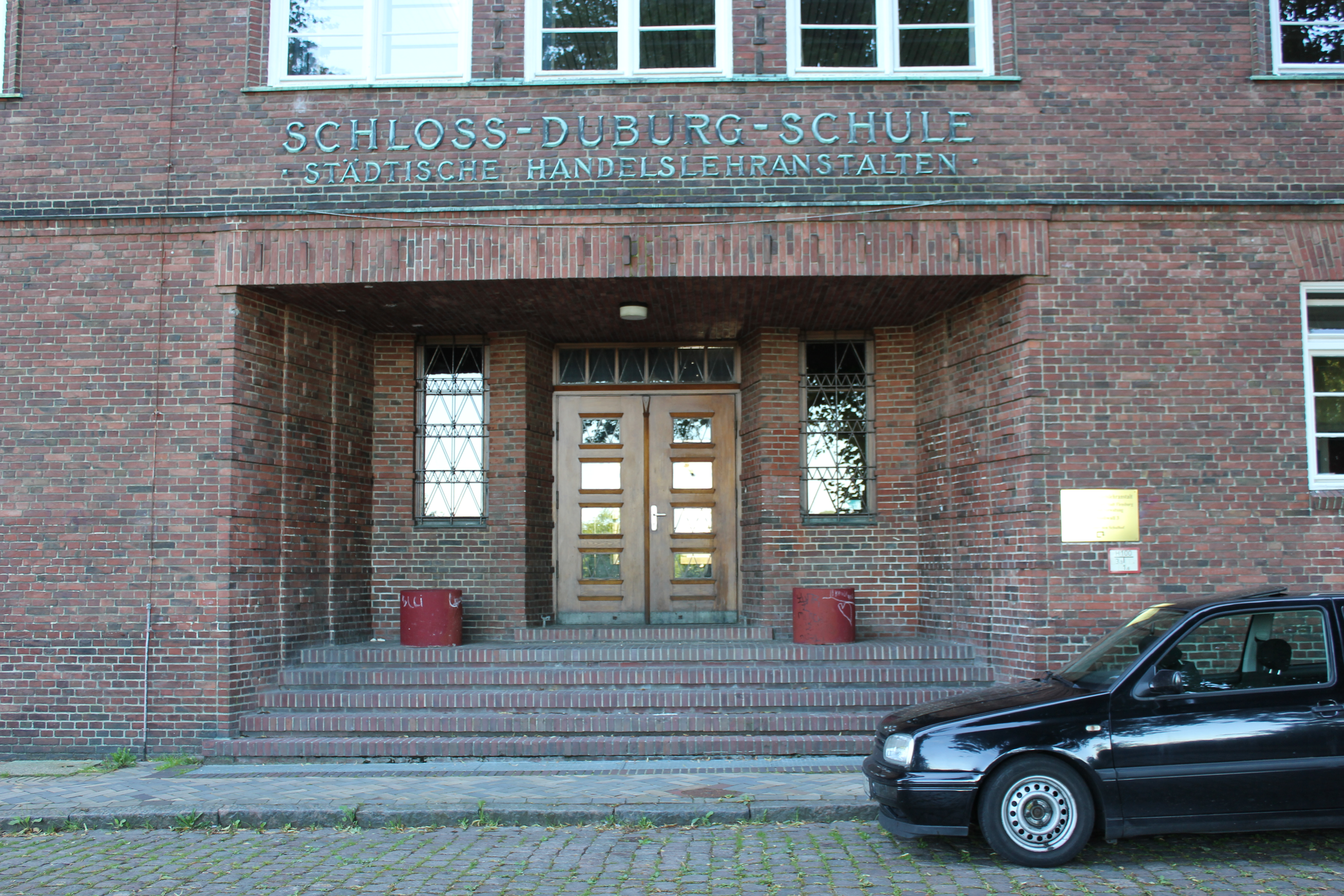
Eingang der berufsbildenden Schule HLA am Schloßwall, die heute auf dem Platz der Duburg steht
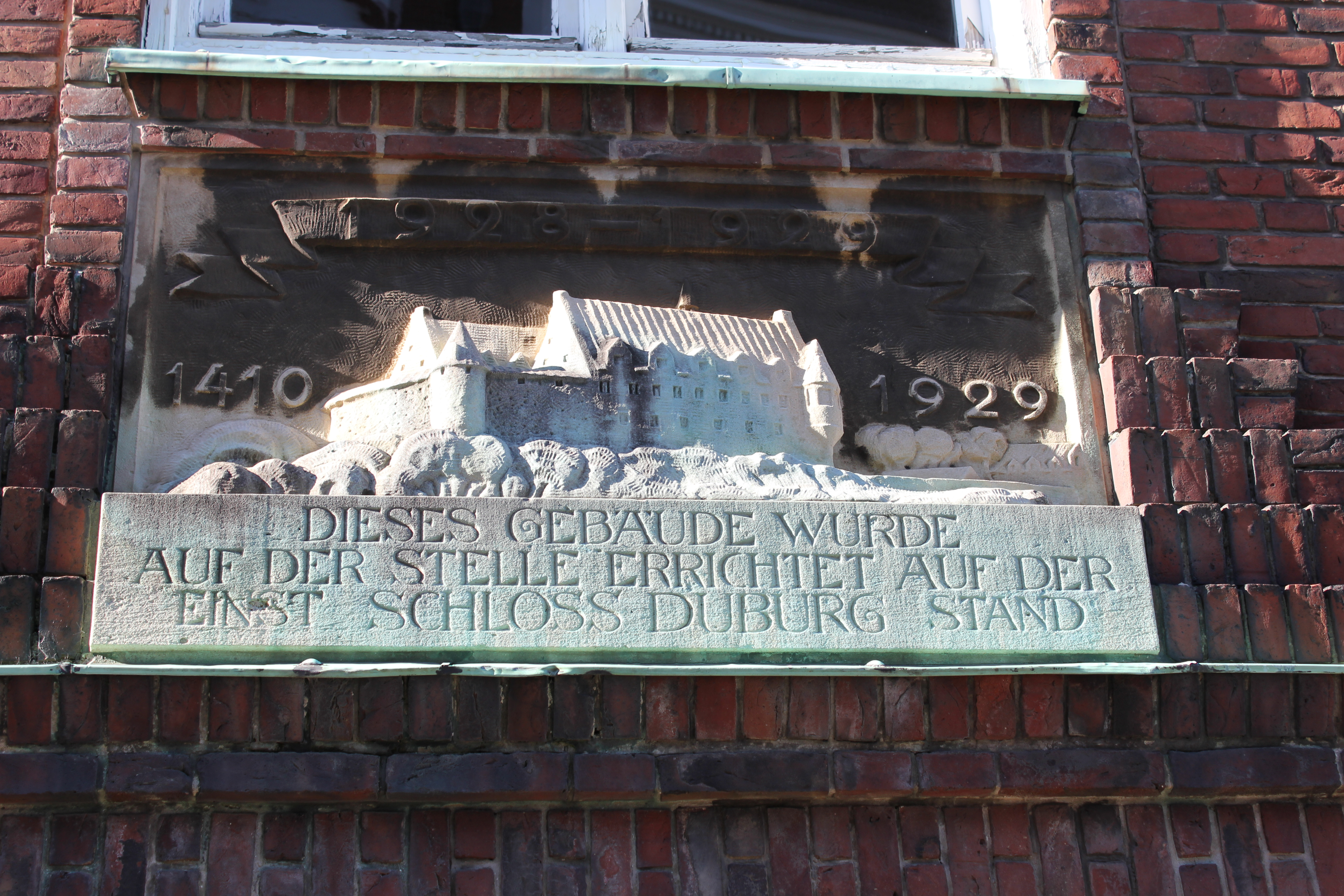
Gedenktafel an die Duburg mit Reliefdarstellung an der Südseite der HLA
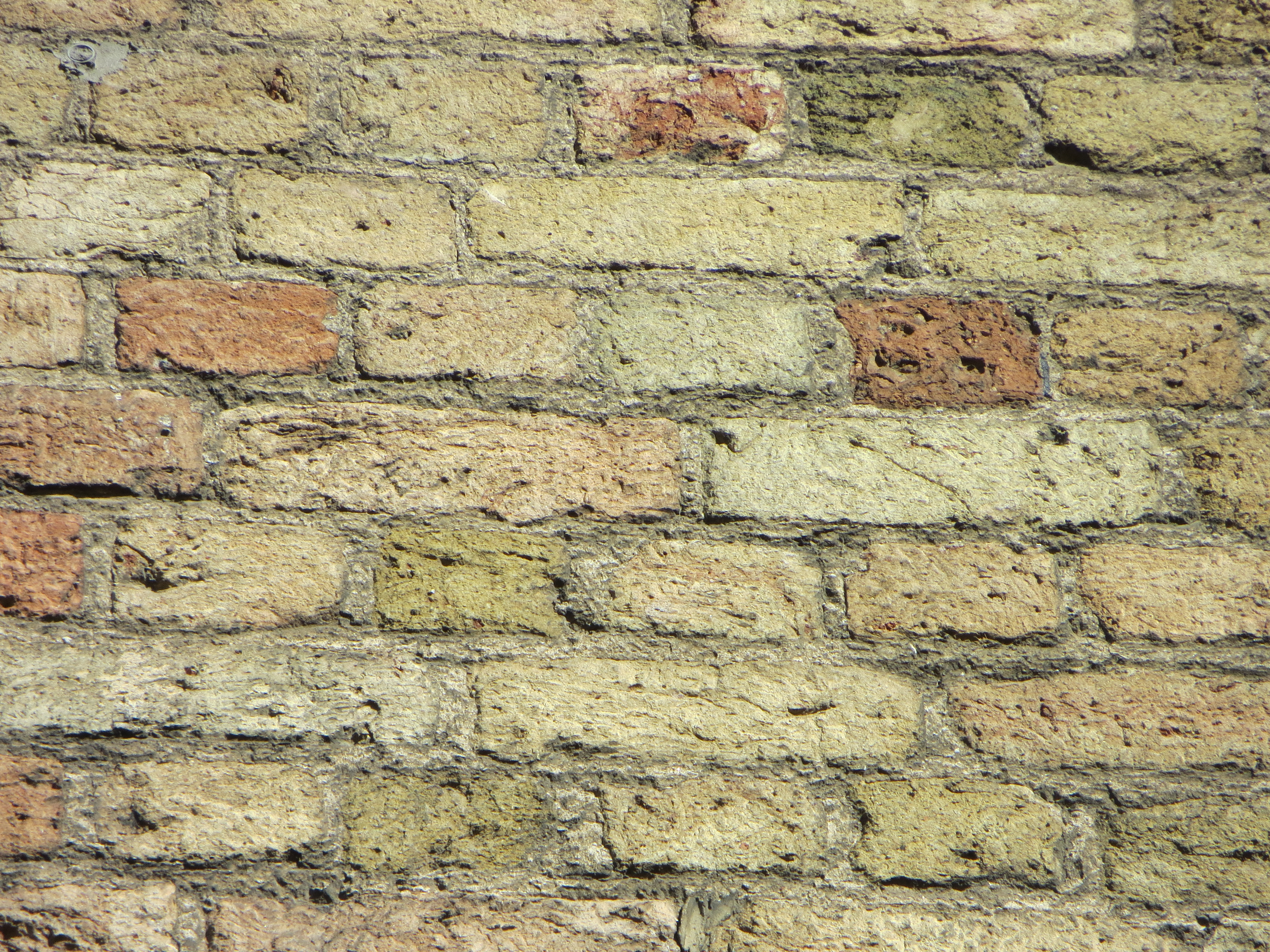
Das Mauerwerk des Flensborghus entstand aus Steinen der Duburg
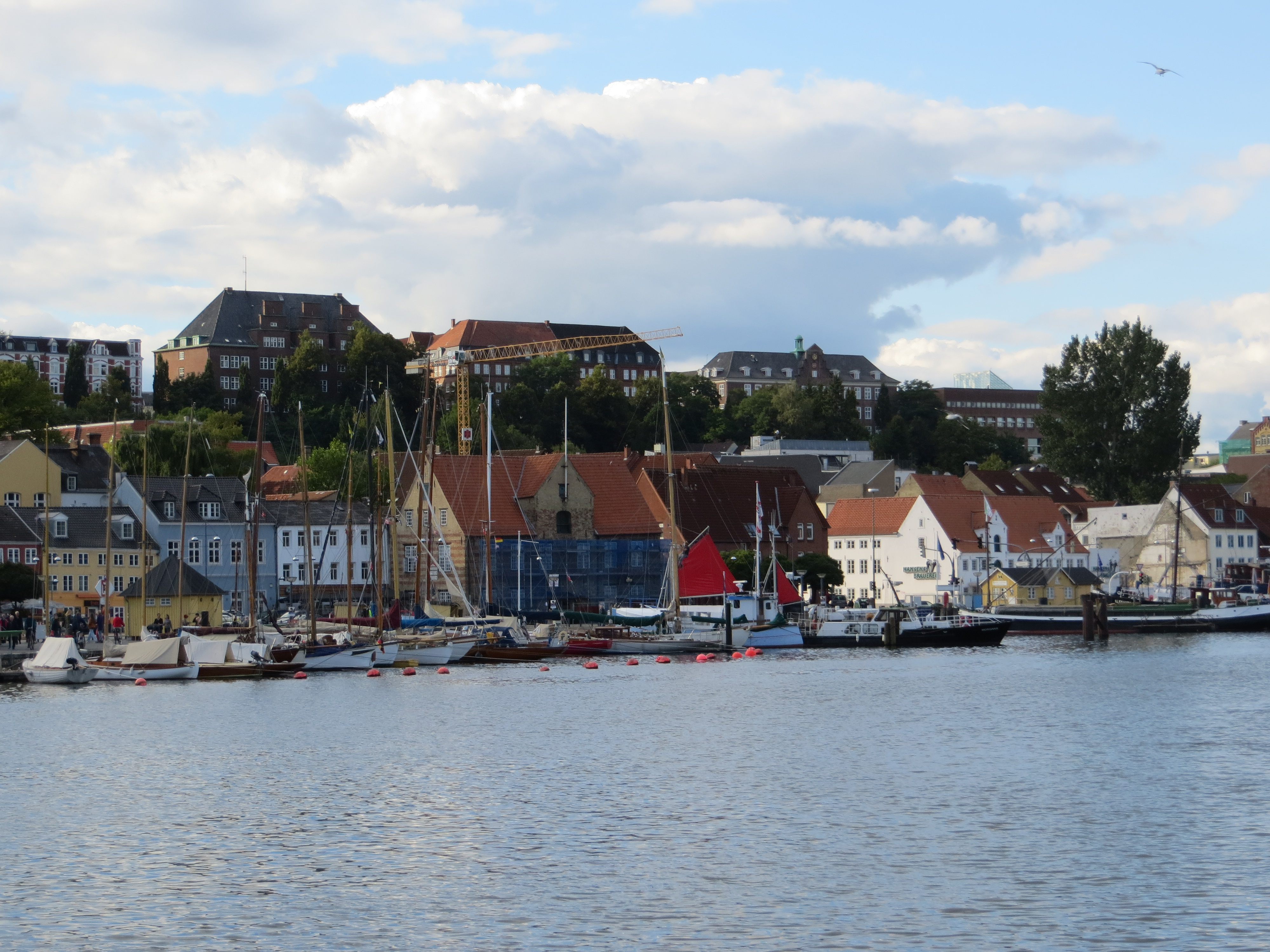
Die Gebäude auf dem Marienberg auf dem die Duburg einst stand (2014)
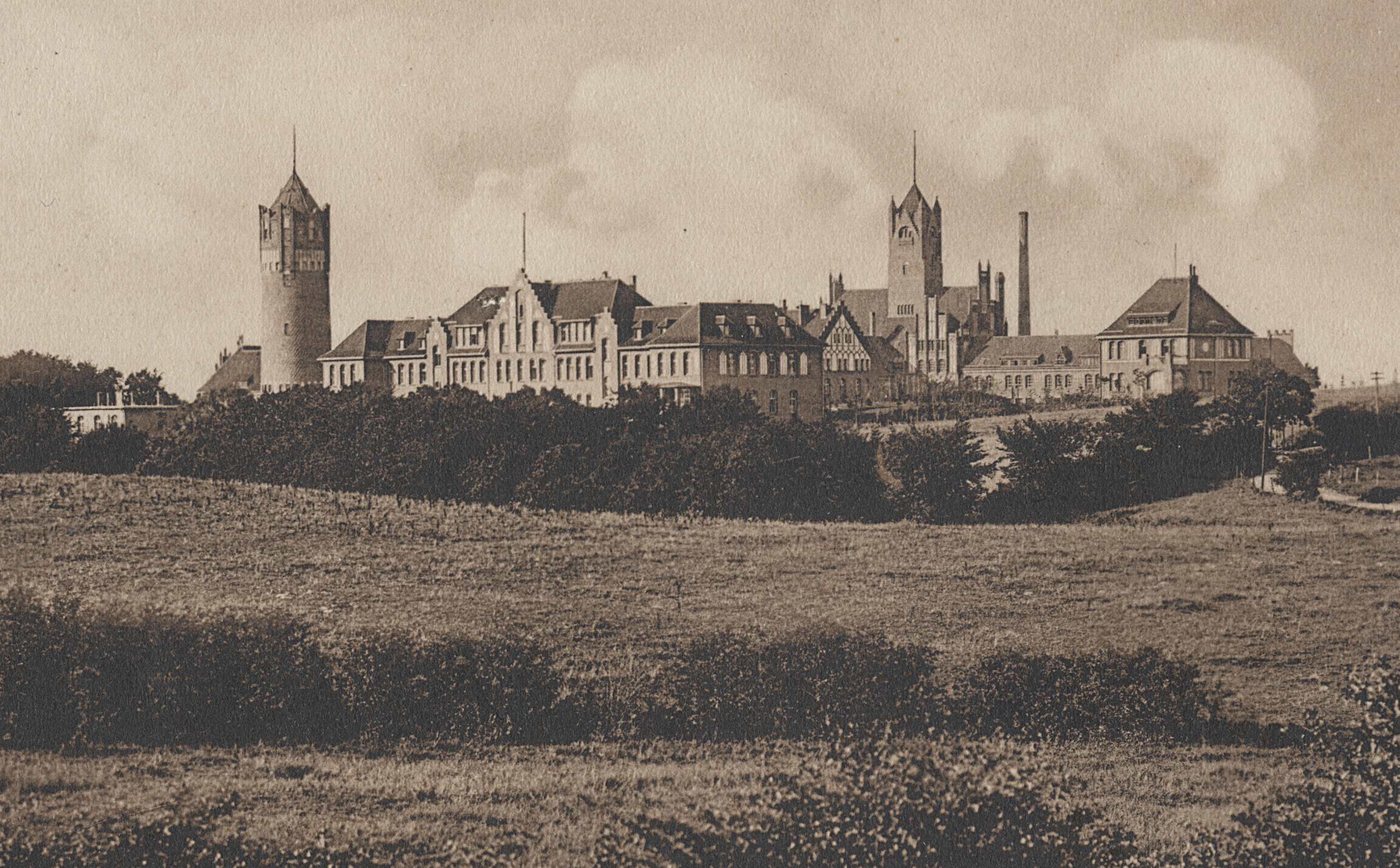
Das 1910 in Mürwik errichtete Rote Schloss ist  wesentlich größer als die Duburg. Sein Vorburgbereich ist stark gefährdet und zerfällt heute wie einst die Duburg zur Ruine.

## Sagen vom Schlossgrund Duburg
Zu dem heute nicht mehr existierenden Schloss existieren zahlreiche Sagen, die auf mündlichem Erzählgut beruhen, welches im 19. Jahrhundert aufgezeichnet wurde. Sie behandeln den Zerfall und Abbruch des Schlosses.
Im Randbereich zur Duburg spielt offenbar die Sage vom „Geistermahl“, die von den Brüdern Grimm aufgezeichnet und 1816 in ihrem Buch Deutsche Sagen veröffentlicht wurde. Die Sage berichtet davon, dass König Friedrich III. einst zu einer öffentlichen Zusammenkunft in Flensburg einlud. Ein zur Versammlung angereister Edelmann übernachtet in einem Zimmer eines nicht namentlich genannten Flensburger Gasthauses, wo er eine gespenstische Nacht erlebt, in welcher Geister eine Tafel decken und an dieser speisen. Eine solch spukende Tafelgesellschaft findet auch in einer Sage von Alt-Seegaard, das nahe Flensburg liegt, Erwähnung. Da König Friedrich einer der dänischen Könige war, der zeitweise die Duburg bewohnte, könnte die einleitend erwähnte Versammlung dort stattgefunden haben. Die deutschlandweit bekannte Sage vom Geistermahl spielt wie erläutert nicht direkt auf der Duburg und gehört somit nicht direkt zu den folgenden Sagen.

### Der böse Ritter
In alten Zeiten soll auf dem Schloss oberhalb der Stadt Flensburg ein gottloser Ritter gehaust haben, der sich an dem Heiligsten versündigte. Er soll einen Prediger gezwungen haben, einer Sau das Abendmahl zu reichen. Da er nun ein so schlechter Mensch gewesen sei, habe sich eines Tages die Erde aufgetan und das Schloss sei mit allem, was darin war, versunken und an die Stelle sei der blaue Damm getreten, ein tiefer, unergründlicher Teich.
Die Sage zeigt Ähnlichkeiten zum Flensburger Sagenstoff um die fünf bösen Burgherren, wobei ähnliche Sagen von versunkenen Burgen offensichtlich auch in anderen Gegenden beheimatet sind, so auch im nicht weit entfernten Sörup die Sage der Grauburg. Zudem hat sie Ähnlichkeit mit der vom Untergang Rungholts.

### Neujahrsnacht auf Duburg

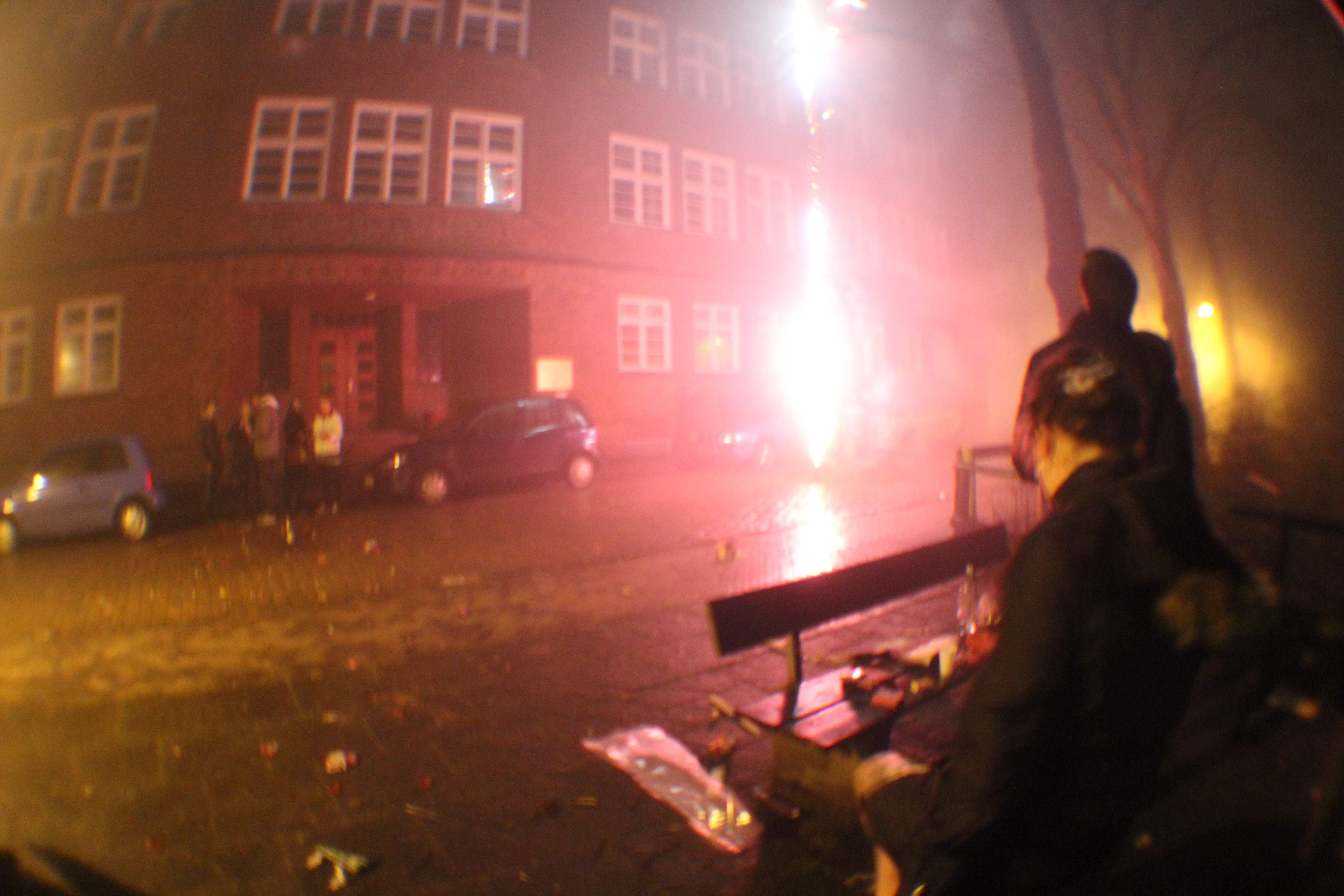
Zur Neujahrsnacht 2012 vor dem Gebäude Schloss-Duburg-Schule, also beim Schloßgrund.

Wenn es von der Marienkirche zwölf Uhr schlage und die Neujahrsnacht beginnt, stehe das Schloss in seiner ganzen Pracht und alten Herrlichkeit wieder da. Sodann würden sich die Könige und Herren, die im Schloss einst wohnten, mit ihrem Gefolge erheben und in einem langen Zug um das Schloss herumreiten und herumwandeln. Auch zwölf weiße Jungfrauen, die sich in lange Schleier gehüllt haben, würden sich diesem Zuge anschließen und sogar ganze drei Male ums Schloss herumgehen. Schließlich würden die einstigen Schlossbewohner durchs Tor des Schlosses schreiten. Sobald der letzte Knecht das Tor durchschritten habe, schlage es eins und alles würde wieder verschwinden und versinken.
Die Sage hat Ähnlichkeit zu einigen anderen Sagen, in denen ein verschwundenes Schloß wieder auftaucht. Die beiden Aussichtspunkte des Duburgareals sind heutzutage beliebte Plätze zur Beobachtung des Silvester-Feuerwerks.

### Die Schätze der Duburg
Der Sage nach seien viele Schätze mit dem Schloss versunken, diese werden jedoch von den zwölf weißen Jungfrauen gehütet, weshalb jegliches Graben vergebens sei.

### Die weiße Frau
Die weiße Frau soll ein unseliger Geist sein, der schon viele hundert Jahre keine Ruhe im Grabe findet und auf dem Areal herumwandeln würde. Die weiße Frau würde auf einen Menschen warten, der ihren verborgenen Schatz heben und sie erlösen würde.

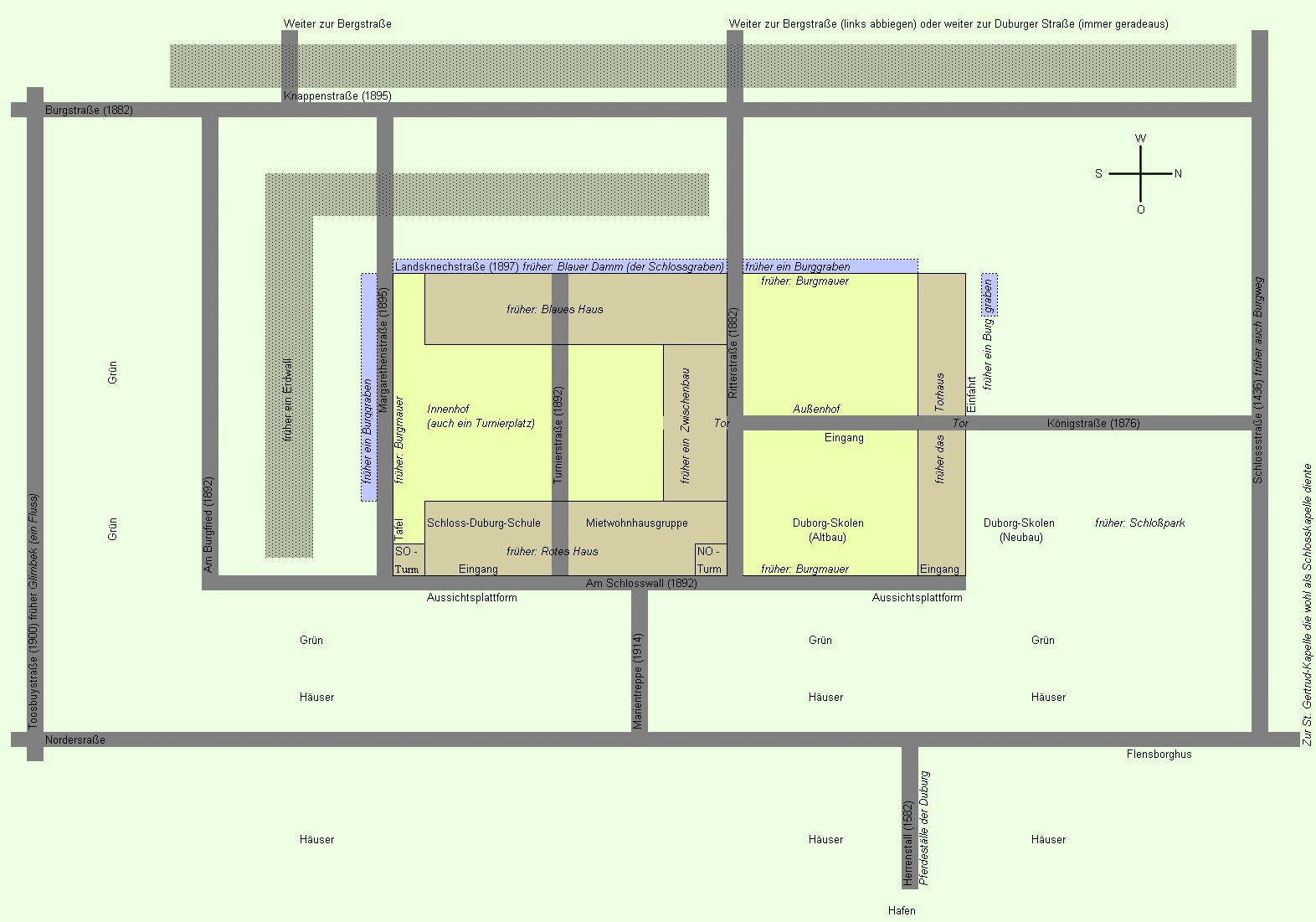
Anhand der Straßen, Gebäude und Abhänge kann man heutzutage noch grob die Konturen der Duburg abwandern

Der Sage nach soll einst einem Soldaten, der dort auf dem Areal Wache stand, die hohe, weiße Frauengestalt erschienen sein, die ihm erklärte, dass er einer von drei Menschen in der Welt sei, der den großen Schatz, der unter einem Mauerstück verbogen ist, heben könne. Der Mann gelobte ihren Anweisungen Folge zu leisten. Sie befahl ihm in der nächsten Mitternacht wieder zu kommen. In diesem Moment sei jedoch ein anderer Soldat, der zuvor in die Stadt gegangen war, zurückgekommen und habe etwas bemerkt. Am folgenden Abend sei der erste Soldat mit Hacke und Spaten gekommen und auch die weiße Frau sei erschienen, doch sie habe gespürt, dass jemand lauschte, und bestellte den Soldaten für die kommende Nacht. Der zweite Soldat, der sich heimlich in einem Gebüsch in Lauer gestellt hatte, begabt sich nach Hause und erkrankte am folgenden Tag plötzlich so schwer, dass er glaubte sterben zu müssen. In seiner Todesangst rief er seinen Kameraden zu sich, offenbarte ihm, dass er alles wüsste, und ermahnte ihn, sich nicht weiter auf den Spuk einzulassen und es dem Pastor zu berichten. Der Soldat folgte dem Rat  und ging zum Pastor. Dieser befahl ihm es so zu tun, wie die weiße Frau es wünschte, nur dass sie als erstes die Hand ans Werk legen müsse. So kam der Soldat zur verabredeten Zeit am vereinbarten Ort. Die weiße Frau zeigte ihm sodann die Stelle, an dem die Arbeit vonstattengehen sollte, und erklärte, dass, wenn der Schatz gehoben sei, die Hälfte ihm gehören würde. Die andere Hälfte solle er zu gleichen Teilen an den Pastor und die Armen verteilen. In diesem Moment sei die Habgier im Soldaten erwacht. So rief er aus: „Wie! Soll ich denn nicht das Ganze haben?“ Sogleich fuhr der Geist mit einem kläglichen Ton in eine blaue Flamme herab und verschwand gänzlich. Der Soldat wurde krank. Drei Tage nach dem Geschehen soll er verstorben sein.
Weiter heißt es, dass ein armer Student, der von den Geschehnissen gehört hatte, versucht habe sein Glück zu machen. Um Mitternacht habe er das Duburgareal betreten und sei der weißen Frau begegnet. Die aber hätte erklärt, dass er keiner der drei wäre, der den Schatz heben und sie erretten könnte. Doch für seinen guten Willen werde er eines Tages noch belohnt werden. Als der Student eine ganze Zeit später an dem Ort einmal vorbeiging und sich an die unglücklichen Worte der weißen Frau erinnerte, soll er mit der Nase auf eine große Menge Geld gefallen sein, die ihn schnell wieder auf die Beine brachte und ihn von all seinen Sorgen befreite.
In einer offenbar späteren Erweiterung des Sagenstoffes wird beschrieben, wie ein Soldat auf die weiße Frau getroffen sei. Da er sich furchtlos und zudem „stumm“ verhielt, schien er der weißen Frau geeignet zu sein. Sie zeigte ihm die Stelle, wo nach dem Schatz zu graben sei. Als der Soldat aber den Schatz erblickte, brach er sein Schweigen und rief aus: „Herr Jesus!“ Sofort verschwand der Schatz wieder in der Erde und auch die weißgekleidete Dame verschwand unter Wehklagen. Der Soldat aber verlor den Verstand.

### Die wieder wachsende Mauer
Bevor die letzten Mauerreste für den Bau der Schloss-Duburg-Schule entfernt wurden, hieß es von den Mauerresten, dass sie zwar unbeweglich dastehen würden, aber wenn ein Mensch sie versuchte niederzureißen, dass dann das Abgebrochene in der Nacht wieder nachwachsen würde. Da also keine Menschenhand imstande wäre das Mauerwerk niederzubrechen, würde es noch lange fest dastehen.

### Die unterirdischen Gänge der Duburg

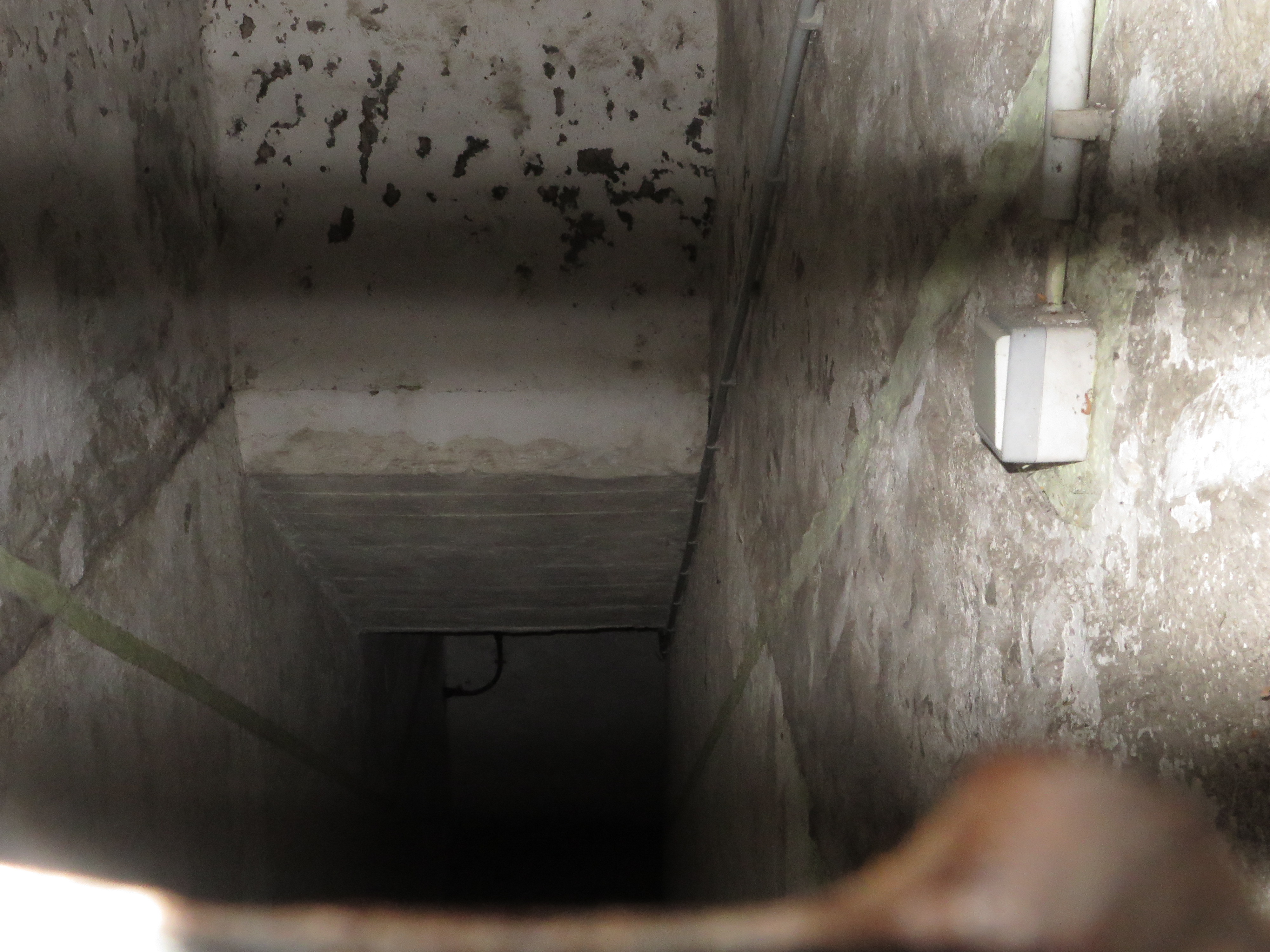
Einstieg zum unterirdischen Bunker beim Turnierplatz

Lange unterirdische Gänge sollen vom Schlossgrund aus unter einem großen Teil der Stadt verlaufen und zu verschiedenen Orten und Gegenden der Stadt führen. Einer dieser Gänge soll bis zum Kloster reichen, wo sich früher die Gelehrtenschule befand. Teile dieses Gangsystems hätten auch als Verliese gedient, denn man habe dort einmal menschliche Gebeine gefunden, die noch an den Wänden entlang an Ketten hingen. Zur Strafe seien Mönche dort angekettet und dem Hungertod überlassen worden. Die Gänge seien aber mittlerweile wohl verschüttet. So weit die Sage.
Die erwähnten unterirdische Gänge der Sage konnten bisher nicht bestätigt werden. Unter dem Turnierplatz befindet sich ein unterirdischer Bunker, der aber nicht frei zugänglich ist.

### Der Hahn in der Erde
Seit dem Untergang des Schlosses wäre es an dem gespenstischen Ort zeitweise wohl möglich, deutlich einen Hahn zu hören, der in der Erde krähen würde.
Neben dieser Sage zum Schlossgrund existiert noch eine Sage, die von einem krähenden Hahn in Flensburgs Hohlwegen berichtet.

### Die blaue Schlange
Auf dem Areal soll der Sage nach eine bläuliche Schlange leben, die eine kleine goldene Krone trägt. Einmal am Tag zeige sie sich in der Mittagsstunde, jedoch nur für einen Augenblick. Es heißt weiter, dass der, der die Schlange fängt und die Krone raube, glücklich werde. Der König würde ihm viele tausend Taler für die Krone zahlen. Wer die Krone trage sei unsterblich.
Die Sage hat vom Motiv offenbar eine leichte Ähnlichkeit zum Märchen Die weiße Schlange. In besagten Märchen führt das Verzehren der Schlange zu Weisheit und anderen Fähigkeiten. Auch eine gewisse Motivähnlichkeit zum Märchen von der Unke ist erkennbar. Die unsterbliche Wirkung der Schlangenkrone zeigt aber stärkere Ähnlichkeit zu den heilenden Schlangenblättern aus dem Märchen Die drei Schlangenblätter, erinnert also auch ein wenig an den gefährlichen, unsichtbar- und langlebigmachenden Ring aus Tolkiens Der Herr der Ringe und an ähnliche Erzählungen. Ansonsten erinnert die Funktion der blauen Schlange aber offensichtlich zudem an einen kleinen Lindwurm, der einen Schatz hortet und behütet. Diese Sage mit dem Hintergrund der Duburg hat also eine sehr märchenhafte, phantasievolle Gestalt.